# Rubus josholubii
Rubus josholubii är en rosväxtart som beskrevs av Heinrich E. Weber. Rubus josholubii ingår i släktet rubusar, och familjen rosväxter. Inga underarter finns listade i Catalogue of Life.